# TSC Rot-Gold-Casino Nürnberg
Der TSC Rot-Gold-Casino Nürnberg e. V. (kurz RGC Nürnberg oder RGC) ist ein Tanzsportverein in Nürnberg mit circa 600 Mitgliedern. Der Verein bietet Turniertanzsport im Paar- und Formationstanzen ebenso an wie Rollstuhltanz, Breitensport, Kindertanzen, Jazz Dance und Fitness. Derzeit stellt er die amtierenden Weltmeister der Amateure Latein sowie die Vize-Europameister der Standardformationen. Insgesamt verfügt der Verein aktuell (Saison 2023/24) über acht Formationen, zwei Standard- und sechs Lateinformationen, die in den Ligen des Deutschen Tanzsportverbandes (DTV) antreten.

## Geschichte
Der Tanzsportclub Rot-Gold-Casino Nürnberg wurde am 8. Juni 1961 als Tanz- und Gesellschaftsclub mit dem Ziel der Förderung des Amateurtanzsports gegründet und ist seit März 1963 in das Vereinsregister beim Amtsgericht Nürnberg eingetragen. Die Anerkennung als gemeinnütziger Verein erfolgte im Januar 1971. Zuvor musste der Verein jedoch seinen Namen und seine Satzung dahingehend anpassen, dass der Begriff „Gesellschaftsclub“ gestrichen werden musste.
Sein erstes Zuhause fand der Club in der Tanzschule Krebs. 1967 siedelte er über in das Heim des Ruderclubs Nürnberg, um nach einem kurzen Gastspiel im Genossenschafts-Saalbau einmal wöchentlich das Gemeinschaftshaus Langwasser anmieten zu können. Seit 1975 hatte das Rot-Gold-Casino im Fürther Logenhaus eine weitere Bleibe. In der „Loge“ hatten die Mitglieder erstmals die Möglichkeit, jederzeit ihrem Hobby nachzugehen. Ab Anfang 1992 wurde viermal wöchentlich ein Saal des TSV Altenfurt hinzugemietet.
Da der Raumbedarf immer weiter wuchs, wurde seit etwa 1990 der Bezug eines eigenen, geräumigen Vereinsheims geplant. Nach langer Suche wurde ein geeignetes Objekt auf dem Gelände der ehemaligen W.O. Darby-Kaserne in der Fürther Südstadt gefunden. Nach zweijährigen Vorarbeiten zur Planung des Umbaus und zur Sicherstellung der Finanzierung wurde die ehemalige Reithalle der Bayerischen Armee im August 2000 gekauft und bis Juni 2001 durch Fachfirmen und ehrenamtliche Mithilfe der Mitglieder für den Tanzsport nutzbar gemacht. Es entstanden drei Säle, deren Größe auch für Veranstaltungen bis hin zum Ranglistenturnier geeignet ist. Seit Juni 2001 steht dem Rot-Gold-Casino ein Tanzsportzentrum zur Verfügung, in dem praktisch das gesamte Trainingsangebot und die meisten Veranstaltungen konzentriert werden können.
Seit 2000 wurde der Verein wiederholt für seine Jugendarbeit ausgezeichnet. Neben dem Grünen Band der Dresdner Bank für vorbildliche Talentförderung 2001 und 2007 wurde der Verein 2010 vom Landestanzsportverband Bayern (LTVB) im Wettbewerb „Quantensprung“ für sein zukunftsweisendes Konzept in der Jugendarbeit prämiert. Zudem unterhält das RGC Nürnberg eine Kooperation mit einigen regionalen Schulen, um Kindern und Jugendlichen einen altersgerechten Einstieg zum Tanzen zu ermöglichen (vgl. #Weitere Lateinformationen). Nach der Flucht vor dem russischen Überfall auf die Ukraine 2022 bot der Verein Geflüchteten die kostenlose Ausstattung für und Teilnahme am Trainingsbetrieb an. Durch dieses Angebot bildete sich eine Reihe neuer Jugendpaare, die seitdem für den Verein starten.

## Einzeltanz
Bereits seit den 1960er Jahren stellt das RGC Nürnberg eine Vielzahl an Einzelpaaren, die sowohl in der Standard- als auch in der Latein-Sektion für den Verein starten. Die größten Erfolge reichen dabei von regionalen über nationale bis hin zu internationalen Titeln der einzelnen Paare. Auch Siege im Bereich der Vereinswertung des Bayernpokals konnte der Verein bereits mehrfach verzeichnen.
Die nachfolgende Aufstellung stellt eine Auswahl der aktiven und ehemaligen Paare des Vereins sowie einige ihrer errungenen Erfolge vor. Titel, die die einzelnen Tänzerinnen und Tänzer (zuvor oder danach) in anderen Tanzpartnerschaften erreicht haben, werden dabei nicht berücksichtigt.

### Standard
- Karolis Burneikis & Fabien Lax: Sieger bei WDSF Open, 1× deutscher Vize-Meister, 1× bayrischer Meister, ...[2]

- Ingo Bauer & Sandra Fürsattel: 8× Sieger WDSF Open (Masters), 2× deutscher Vize-Meister (Masters), 2× bayrischer Meister (Masters), 1× bayrischer Vize-Meister (Masters), ...[3]

#### Ehemalige Paare
- Jörg-Peter Hölck & Margit Hölck: 1× Europacup-Sieger, 2× deutscher Meister, 2× deutscher Vize-Meister, ...[1][4]
- Mykyta Zherdiev & Fabien Lax: 1× Sieger WDSF Open (U21), 1× deutscher Meister (U21), ...[5]

### Latein
- Marius-Andrei Balan & Kristina Moshenska: WDSF Weltrangliste #1, 4× Weltmeister, 2× Europameister, 1× Europameister Kür, 8× deutscher Meister, ...[6][7][8][9][10]
- Daniel Schmuck & Irina Elena Tudorache: Sieger WDSF Rising Stars, Finalisten bei WDSF Open, Halbfinalisten Deutsche Meisterschaft, 2× bayrischer Meister, 2× bayrischer Vize-Meister, ...[11]
- Markus Heffner & Marina Scharin-Mehlmann: WDSF Weltrangliste #1 (Masters),  1× Weltmeister (Masters), 1× Europameister (Masters),1× Vize-Weltmeister (Masters), 1× Vize-Europameister (Masters), ...[12][13]

#### Ehemalige Paare
- Daniel Schmuck & Veronika Obholz: 1× bayrischer Meister, vielfach deutscher und bayrischer Meister (Junioren & Jugend), Sieger Got to Dance (Staffel 1), ...[14][15]

### Trainer
Cheftrainerin im Bereich Standard ist Andrea Grabner, für die Ausbildung im Bereich Latein ist Manuela Faller hauptverantwortlich. Beide verfügen über eine Trainer A-Lizenz. Zudem werden mehrmals pro Monat externe Trainer und hochklassige Tänzer eingeladen, um Workshops innerhalb des Vereins anzubieten.

## Standardformationen

### A-Team

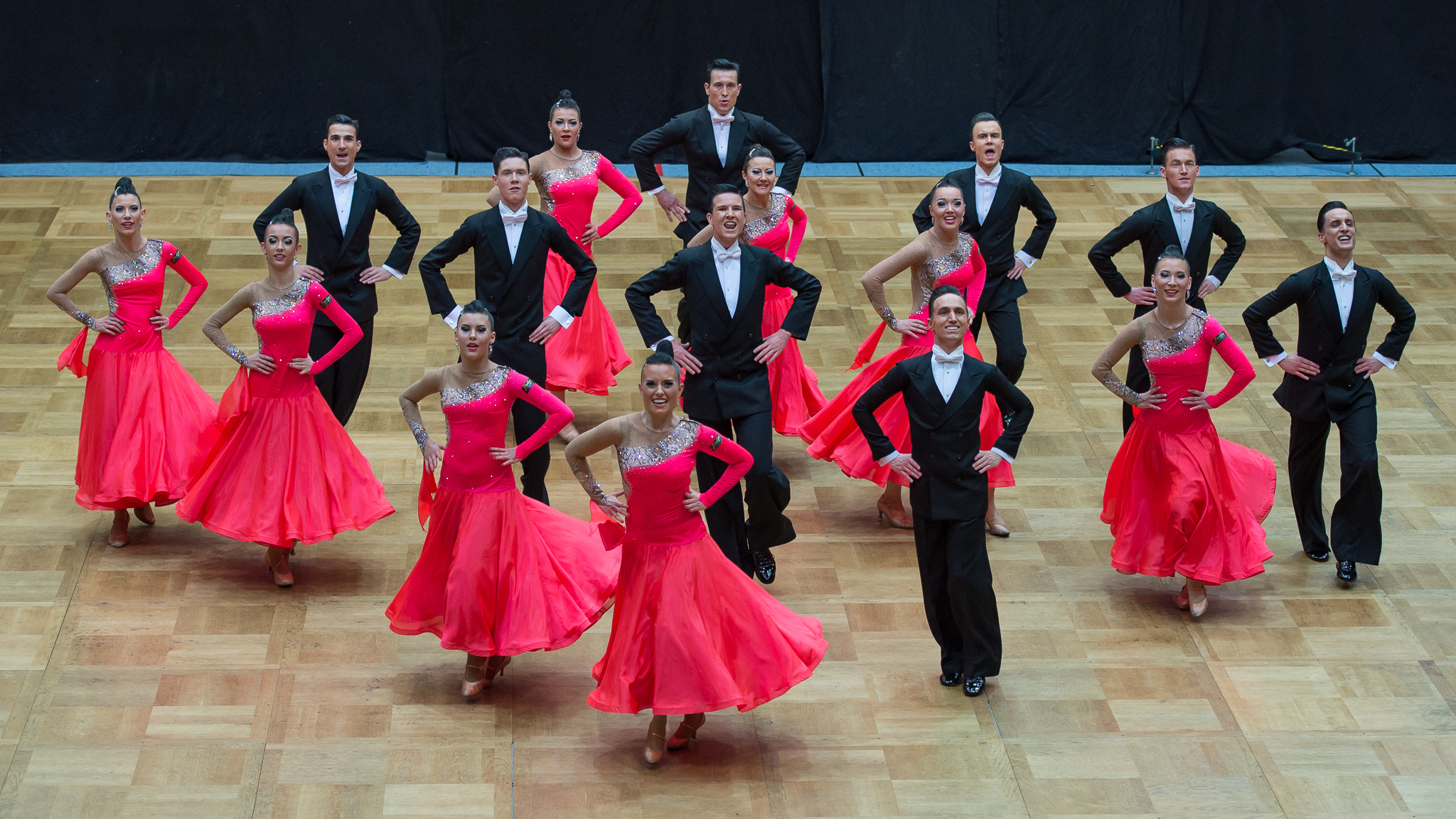
Standardformation (Saison 2016/17)

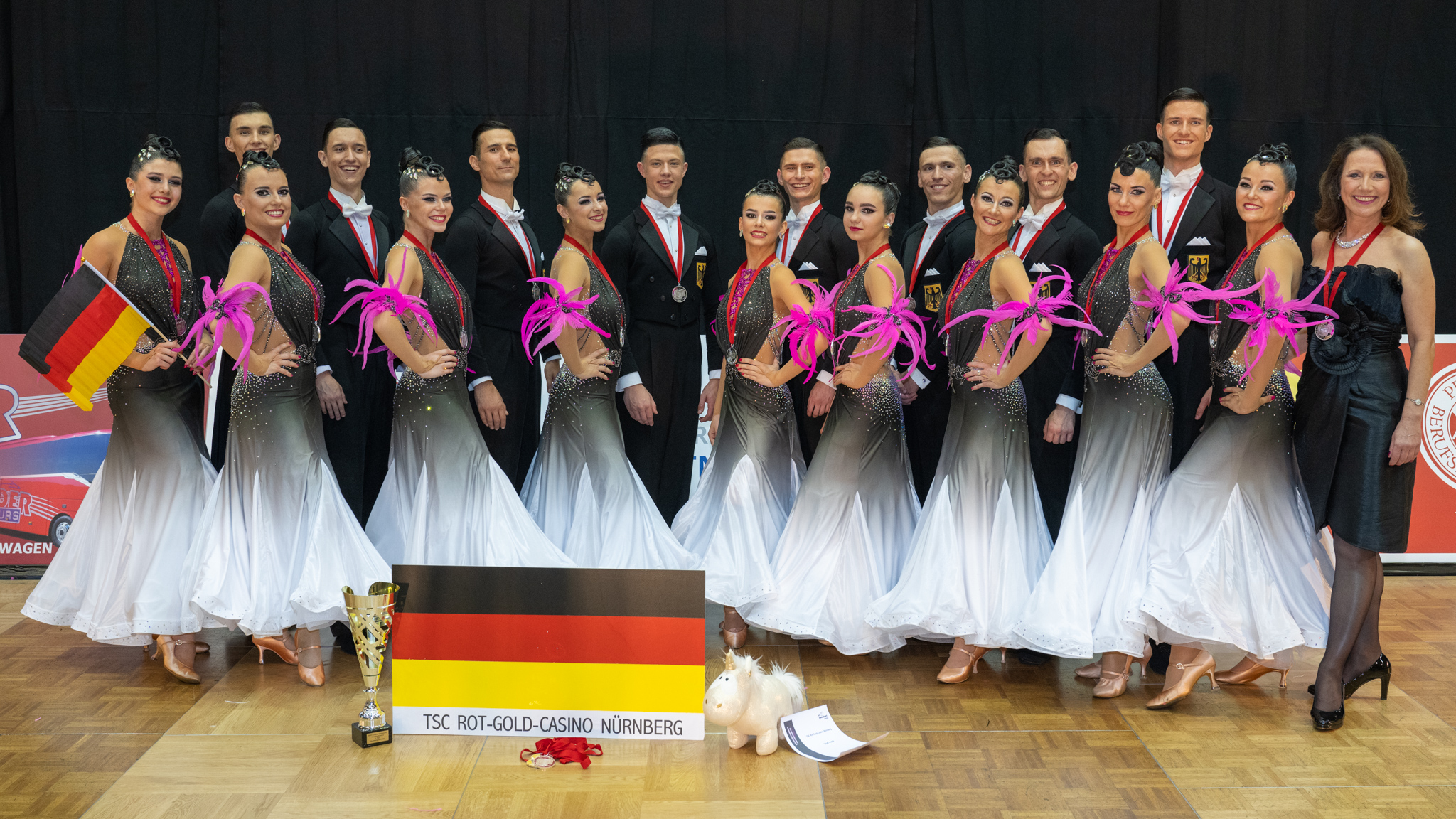
Standardformation nach Gewinn des zweiten Platzes bei der EM 2022

Das A-Team der Standardformationen des TSC Rot-Gold-Casino Nürnberg wurde im Herbst 2001 gegründet. In der Saison 2001/02 trat das Team erstmals in der Oberliga Süd Standard mit dem musikalischen Thema „Beauty and the Beast“ an und belegte am Ende den 2. Platz. In der Saison 2002/03 trat das Team somit in der Regionalliga Süd Standard an, wo es auf Anhieb den 1. Platz erreichte und so in der Saison 2003/04 bereits in der 2. Bundesliga Standard antreten konnte, wo eine Choreographie zum musikalischen Thema „Tanz der Vampire“ getanzt wurde. In der Saison 2004/05, wieder mit dem musikalischen Thema „Tanz der Vampire“, erreichte das Team den 2. Platz und stieg in die 1. Bundesliga Standard auf, die es jedoch in der folgenden Saison bereits wieder verlassen musste. Bereits in der Saison 2006/07 wurde dann aber mit dem 1. Platz in der 2. Bundesliga der direkte Wiederaufstieg in die 1. Bundesliga geschafft. Musikalisches Thema war nun „Whitney Houston“, mit dem das A-Team auch in der Saison 2007/08 wieder antrat.
Musikalische Themen der Formationen waren seit der Saison 2007/08:
- 2007/08: „Whitney Houston“
- 2009/10 und 2010/11: „Abba“
- 2011/12 bis 2013/14: „Unchain my heart“
- 2014/15 bis 2016/17: „Tarzan“
- 2017/18, 2018/19 und 2019/20: „It Takes Two“
- 2021/22: „Live the Passion“ (die Saison 2020/21 fiel wegen der COVID-19-Pandemie aus)
- 2022/23 und 2023/24: „Power, Emotion, Energy, Passion“

In der Saison 2021/22 erreichte das Team den zweiten Platz in der 1. Bundesliga und damit die Qualifikation für die WDSF-Europameisterschaft der Formationen Standard 2022. Hier errang das Team mit dem zweiten Platz die Silbermedaille.
Trainerin des A-Teams sind Andrea Grabner sowie Sophia und Krisztian Schnobrich.

### B-Team
Seit 2003 verfügte der TSC Rot-Gold-Casino Nürnberg neben dem A-Team auch über ein Standard B-Team, das in der Saison 2003/04 mit dem musikalischen Thema „Tanz der Vampire“ erstmals in der Oberliga Süd Standard antrat. Ein Jahr später gelang mit dem 2. Platz in der Oberliga Süd der Aufstieg in die Regionalliga Süd Standard. Seit der Saison 2007/08 belegte das Team immer einen der vorderen Plätze in der Regionalliga Süd und qualifizierte sich so zur Teilnahme am Aufstiegsturnier zur 2. Bundesliga Standard, der schließlich 2010 glückte. In der Saison 2010/11 gelang der Aufstieg in die 1. Bundesliga Standard, wo die Formation mit dem musikalischen Thema „Abba“ antrat. Sie belegte am Ende der Saison 2011/12 den 8. Platz der 1. Bundesliga und stieg in die 2. Bundesliga ab. Am Ende der Saison 2012/13 folgte mit dem 7. Platz in der 2. Bundesliga der Abstieg in die Regionalliga Süd Standard. Die Mannschaft qualifizierte sich in der Saison 2013/14 mit dem 2. Platz in der Regionalliga Standard Süd wieder für die Teilnahme am Aufstiegsturnier zur 2. Bundesliga Standard und belegte dort den 2. Platz. Nachdem der Verein für die Saison 2014/15 kein B-Team aufstellen konnte, gab er den Startplatz in der 2. Bundesliga Standard zurück. Für das B-Team des TSC Rot-Gold-Casino Nürnberg rückte das A-Team des TSA des TSV Bocholt von 1867/1896 als drittplatzierte Mannschaft des Aufstiegsturnier zur 2. Bundesliga Standard nach. Trainer dieses B-Teams waren Erik Neumeyer, Thomas Wunder, Pascal Schön und Gunnar Zidella.
2016 trat ein neugegründetes B-Team in der Regionalliga Süd Standard an. Musikalische Thema der Mannschaft war wie beim A-Team „Tarzan“. Die Mannschaft beendete die Saison auf dem 1. Platz der Regionalliga Süd und schaffte beim anschließenden Aufstiegsturnier zur 2. Bundesliga Standard mit dem 2. Platz den direkten Aufstieg in die 2. Bundesliga. Im September 2017 meldete der Verein die Mannschaft aus der 2. Bundesliga ab, da keine startfähige Mannschaft zusammengestellt werden konnte. Auf den freigewordenen Startplatz rückte das A-Team des Blau-Weiss Berlin nach.
Trainer der Mannschaft waren Andrea Grabner, Frank Heindl, Irina Pecheritsa und Franziska Görlitz.

### C-Team
In der Saison 2008/09 trat der TSC Rot-Gold-Casino Nürnberg darüber hinaus auch mit einem im Juli 2008 gegründeten C-Team an, das ebenfalls mit dem Thema „Whitney Houston“ in der Regionalliga Süd Standard antrat.
Trainer des C-Teams war Andrea Grabner.
In der Saison 2010/11 wurde erneut ein Standard C-Team gegründet, das in der Saison 2011/12 mit dem musikalischen Thema „Abba“ in der Regionalliga Süd antrat.
Trainer dieses C-Teams waren Andrea Grabner, Sabine Kross und Christian Höllfritsch.

## Lateinformationen

### A-Team

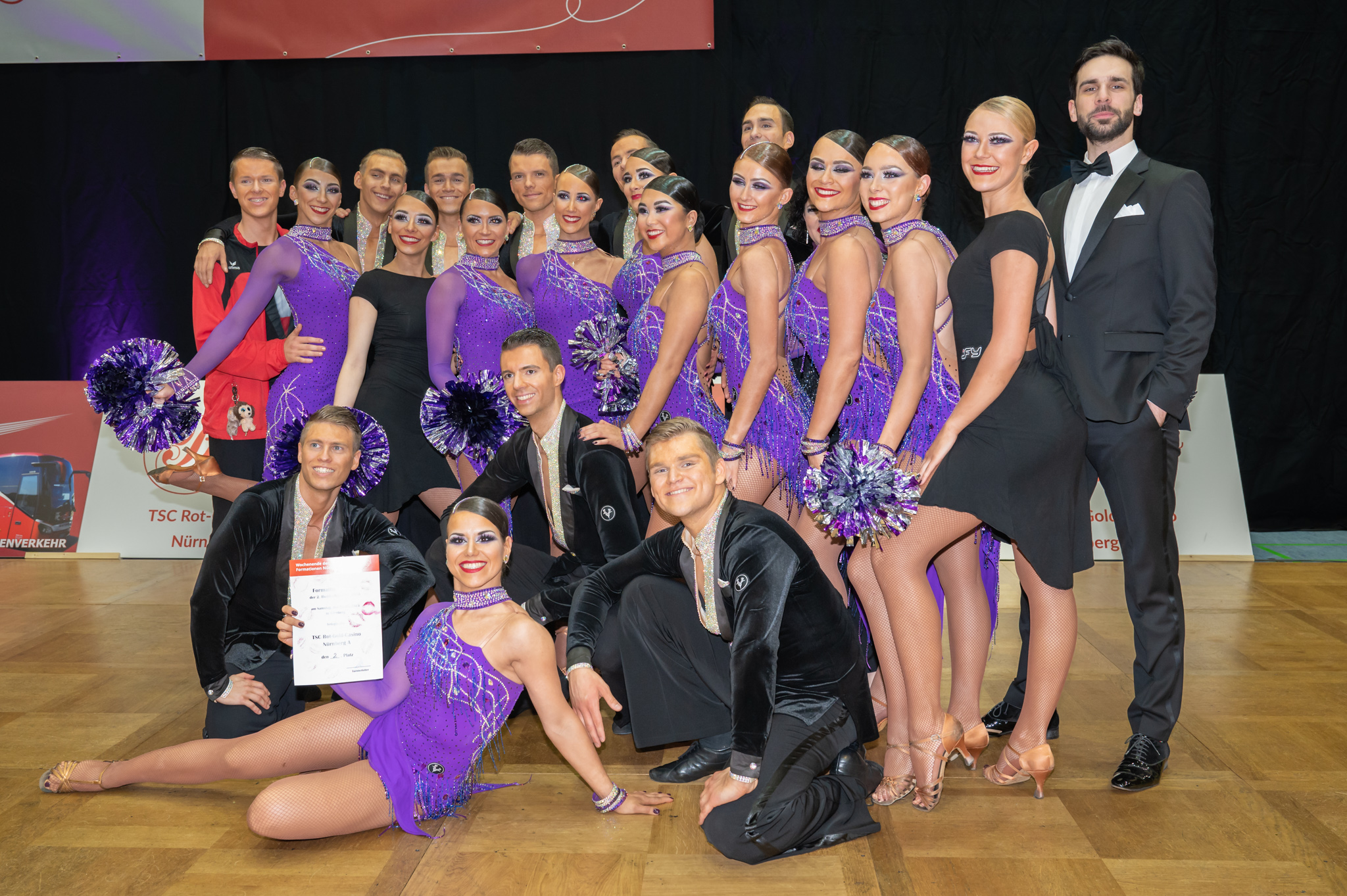
Lateinformation (Saison 2022/23)

Nachdem die Mannschaft 1986 zunächst als reine Showformation noch außerhalb des Vereins gegründet worden war, trat sie als Latein A-Team des TSC Rot-Gold-Casino Nürnberg in der Saison 1987/88 erstmals in der Oberliga Süd Latein an. Bereits im ersten Jahr gelang der Aufstieg aus der Oberliga Süd in die Regionalliga Süd. Getanzt wurde bis 1988 die „Rote Choreographie“, gefolgt von der „Gelben Choreographie“. Beide Choreographien bestanden aus diversen Poptiteln der Zeit. Die Saison 1991/92 war die erste, in der die Lateinformation eine Choreographie zu einem musikalischen Thema („Das Dschungelbuch“) tanzte. Mit dieser Choreographie gelang der Aufstieg in die 2. Bundesliga. In den darauffolgenden Saisons folgte mit dem Thema „Beatles“ sogar der Aufstieg in die 1. Bundesliga, aus der man allerdings nach bereits einer Saison wieder abstieg (1994/95). Daraufhin tanzte das Team in der 2. Bundesliga und trat dabei nach mehreren selbst entwickelten Choreographien („Sister Act“, „Rain & Sunshine“) zur Saison 1999/00 erstmals mit einer geleasten Choreographie an. Mit dem Thema „Cabaret“, ursprünglich entwickelt von der TSG Bremerhaven, belegte das Team allerdings den letzten Platz in der 2. Bundesliga und stieg in die Regionalliga Süd ab. Die Cheftrainerin in dieser Anfangszeit war Susanne Hermanns (1988–1995). Unterstützt wurde sie von Jan Oechler, der nach 1995 das Amt von ihr übernahm (1990–2000).
Ab der Saison 2000/01 war Ingo Körber als Cheftrainer der Mannschaft tätig. Nach zwei Jahren zum musikalischen Thema „Pinocchio“ wurde zur Saison 2002/03 die Choreographie „Moulin Rouge“ entwickelt. Dies geschah erstmals in Zusammenarbeit mit Horst Beer, der als Choreograph und Gasttrainer mitwirkte und seitdem regelmäßig mit dem Team trainiert. Mit „Moulin Rouge“ gelang der Wiederaufstieg in die 2. Bundesliga, in der das Team die folgenden fünf Saisons startete (2003–2008). Nach einem erneuten Abstieg tanzte das A-Team 2008/09 zum musikalischen Thema „Queen“ in der Regionalliga Süd, die das Team gewann und sich so zur Teilnahme am Aufstiegsturnier zur 2. Bundesliga qualifizierte. Im Aufstiegsturnier belegte das Team den 2. Platz und schaffte so den direkten Wiederaufstieg in die 2. Bundesliga. In der Saison 2011/12 belegte das Team den 7. Platz und wäre somit in die Regionalliga Süd abgestiegen. Im Juli 2012 zog jedoch die TSG Bremerhaven ihr A-Team aus der 1. Bundesliga zurück. Auf den freigewordenen Startplatz rückte das A-Team der TSG Backnang aus der 2. Bundesliga nach. Den hier freigewordenen Startplatz hätte das A-Team des T.C.H. Oldenburg einnehmen sollen, das im Aufstiegsturnier den 4. Platz belegt hatte. Da der T.C.H. Oldenburg auf den Startplatz in der 2. Bundesliga verzichtete, konnte die Mannschaft des TSC Rot-Gold-Casino Nürnberg in der Liga verbleiben, stieg dann jedoch ein Jahr später ab (2012/13). In der Saison 2013/14 folgte zur Choreographie „Let’s get Loud“ mit dem Sieg in der Regionalliga Süd und dem 2. Platz am Aufstiegsturnier erneut der sofortige Wiederaufstieg in die 2. Bundesliga. Nach dieser Saison übergab Körber sein Amt an Ernst „Ernesto“ Rych, der im Jahr zuvor bereits als Gasttrainer mitgewirkt hatte. Weitere Trainer des A-Teams in dieser Zeit waren Cécile Moissl (2000–2014), Marius Iepure (2011–2014) und Christina Kessler (2011–2012).
In der Saison 2014/15 stieg das A-Team mit dem 8. Platz erneut aus der 2. Bundesliga ab, schaffte anders als die zwei Male zuvor jedoch nicht den direkten Wiederaufstieg. Nachdem sich das Team sowohl mit einer geleasten Choreographie („Music“) als auch mit einer selbst entwickelten Choreographie („Money“) für das Aufstiegsturnier qualifiziert hatte, wurde auf diesem jeweils nur der 6. Platz erreicht und der tatsächliche Aufstieg somit verpasst. In der Saison 2018/19 schließlich gewann das Team die Regionalliga Süd. Da am Ende dieser Saison das Liga-System in Deutschland restrukturiert wurde, entfiel das Aufstiegsturnier zur 2. Bundesliga und das A-Team stieg als 1. der Regionalliga Süd direkt auf. Durch die Aufteilung des Betriebs der 2. Bundesliga auf die einzelnen Ligabereiche (Nord, West und Süd) tanzte die Mannschaft anschließend in der 2. Bundesliga Süd.
Nach der Saison 2019/20, die pandemiebedingt bereits im März 2020 beendet werden musste, verließ Rych aus persönlichen Gründen den Verein. Seitdem wird die Formation von Sean Welton trainiert. Anfang 2021 wurden Turniere noch nicht wieder ausgetragen, so dass das Team unter neuer Leitung erst 2021/22 antreten konnte. In dieser Saison präsentierte die Mannschaft eine während der Pandemie vollständig überarbeitete Version der bereits zuvor vertanzten Choreographie „Book of Love“, mit der man letztendlich auf dem 5. Platz landete. Im April 2022 wurde daraufhin mit den ersten Vorbereitungen für eine neue Choreographie begonnen. Mit „James Bond“ ertanzte sich das RGC Nürnberg 2022/23 den 2. Platz in der Liga und qualifizierte sich damit für das Aufstiegsturnier zur 1. Bundesliga. Dort gelang es ihnen, sich gegen die anderen Mannschaften durchzusetzen und sogar das A-Team des 1. TC Ludwigsburg zu schlagen, das zuvor noch die Liga gewonnen hatte. Als Sieger des Aufstiegsturnieres wurde die Formation somit erstmals seit 29 Jahren wieder Mitglied der 1. Bundesliga. Nach dem 7. Platz auf der Deutschen Meisterschaft sowie dem 6. Platz beim Liga-Auftaktturnier konnte sich das Team dort fortwährend den 5. Platz ertanzen und sicherte sich somit nicht nur den Klassenerhalt, sondern auch einen Platz im Großen Finale der Bundesliga.

#### Tabellarischer Saison-Überblick
| Saison  | Liga              | Platzierung | Thema               | Anmerkung                                                                              |
| ------- | ----------------- | ----------- | ------------------- | -------------------------------------------------------------------------------------- |
| 1987/88 | Oberliga Süd      | 2.          | Rote Choreographie  | Aufstieg in die Regionalliga Süd nach Relegationsturnier                               |
| 1988/89 | Regionalliga Süd  | 5.          | Gelbe Choreographie | -                                                                                      |
| 1989/90 | Regionalliga Süd  | 4.          | Gelbe Choreographie | -                                                                                      |
| 1990/91 | Regionalliga Süd  | 1.          | Das Dschungelbuch   | Aufstieg in die 2. Bundesliga                                                          |
| 1991/92 | 2. Bundesliga     | 2.          | Das Dschungelbuch   | Verpasster Aufstieg nach Relegationsturnier (verloren gegen TSG Bremerhaven)           |
| 1992/93 | 2. Bundesliga     | 3.          | Beatles             | -                                                                                      |
| 1993/94 | 2. Bundesliga     | 2.          | Beatles             | Aufstieg in die 1. Bundesliga                                                          |
| 1994/95 | 1. Bundesliga     | 8.          | Beatles             | 8. Platz auf der Deutschen Meisterschaft Abstieg in die 2. Bundesliga                  |
| 1995/96 | 2. Bundesliga     | 6.          | Sister Act          | -                                                                                      |
| 1996/97 | 2. Bundesliga     | 5.          | Sister Act          | -                                                                                      |
| 1997/98 | 2. Bundesliga     | 5.          | Rain & Sunshine     | -                                                                                      |
| 1998/99 | 2. Bundesliga     | 5.          | Rain & Sunshine     | -                                                                                      |
| 1999/00 | 2. Bundesliga     | 8.          | Cabaret             | Abstieg in die Regionalliga Süd Musik geleast von TSG Bremerhaven                      |
| 2000/01 | Regionalliga Süd  | 3.          | Pinocchio           | -                                                                                      |
| 2001/02 | Regionalliga Süd  | 6.          | Pinocchio           | -                                                                                      |
| 2002/03 | Regionalliga Süd  | 1.          | Moulin Rouge        | Aufstieg in die 2. Bundesliga nach Aufstiegsturnier (1. Platz)                         |
| 2003/04 | 2. Bundesliga     | 4.          | Moulin Rouge        | -                                                                                      |
| 2004/05 | 2. Bundesliga     | 6.          | Ladies Night        | -                                                                                      |
| 2005/06 | 2. Bundesliga     | 5.          | Moulin Rouge        | -                                                                                      |
| 2006/07 | 2. Bundesliga     | 6.          | Burn the Floor      | -                                                                                      |
| 2007/08 | 2. Bundesliga     | 8.          | Burn the Floor      | Abstieg in die Regionalliga Süd                                                        |
| 2008/09 | Regionalliga Süd  | 1.          | Queen               | Aufstieg in die 2. Bundesliga nach Aufstiegsturnier (2. Platz)                         |
| 2009/10 | 2. Bundesliga     | 5.          | Queen               | -                                                                                      |
| 2010/11 | 2. Bundesliga     | 5.          | Children of Africa  | -                                                                                      |
| 2011/12 | 2. Bundesliga     | 7.          | Children of Africa  | Verminderter Abstieg                                                                   |
| 2012/13 | 2. Bundesliga     | 7.          | Let’s get Loud      | Abstieg in die Regionalliga Süd                                                        |
| 2013/14 | Regionalliga Süd  | 1.          | Let’s get Loud      | Aufstieg in die 2. Bundesliga nach Aufstiegsturnier (2. Platz)                         |
| 2014/15 | 2. Bundesliga     | 7.          | Burlesque           | Abstieg in die Regionalliga Süd                                                        |
| 2015/16 | Regionalliga Süd  | 3.          | Burlesque           | -                                                                                      |
| 2016/17 | Regionalliga Süd  | 2.          | Music               | Verpasster Aufstieg nach Aufstiegsturnier (6. Platz) Musik geleast von TSG Bremerhaven |
| 2017/18 | Regionalliga Süd  | 2.          | Money               | Verpasster Aufstieg nach Aufstiegsturnier (6. Platz)                                   |
| 2018/19 | Regionalliga Süd  | 1.          | Money               | Aufstieg in die 2. Bundesliga                                                          |
| 2019/20 | 2. Bundesliga Süd | 6.          | Book of Love        | -                                                                                      |
| 2020/21 | -                 | -           | -                   | Entfallen aufgrund der Corona-Pandemie                                                 |
| 2021/22 | 2. Bundesliga Süd | 5.          | Book of Love        | -                                                                                      |
| 2022/23 | 2. Bundesliga Süd | 2.          | James Bond          | Aufstieg in die 1. Bundesliga nach Aufstiegsturnier (1. Platz)                         |
| 2023/24 | 1. Bundesliga     | 5.          | James Bond          | 7. Platz auf der Deutschen Meisterschaft                                               |

#### Weitere Erfolge des A-Teams
- 1991: 2. Platz bei den British Open Championships, Blackpool; 2. Platz bei den German Open Championships, Mannheim
- 1992: 3. Platz bei den British Open Championships, Blackpool
- 1993: 2. Platz bei den British Open Championships, Blackpool
- 1994: 1. Platz bei der einmalig ausgerichteten Bayerischen Meisterschaft der Lateinformationen
- 1995: 1. Platz bei den Austrian Open, Wien
- 1996: 3. Platz beim Swedish Dance Festival, Göteborg; 3. Platz bei den Austrian Open, Wien
- 1997: 3. Platz bei den Austrian Open, Wien
- 2011: 1. Platz beim Bayernpokal der Lateinformationen

### Weitere Lateinformationen
Der TSC Rot-Gold-Casino Nürnberg verfügt über weitere Lateinformationen. Derzeit (Saison 2023/24) starten neben dem A-Team noch fünf weitere Mannschaften (B-, C-, D-, E- und F-Team) in nahezu allen Leistungsklassen.
Ein Teil dieser Mannschaften entsteht durch die Kooperation mit den städtischen und regionalen Schulen wie etwa dem Christoph-Jacob-Treu-Gymnasium in Lauf, durch die interessierte Schülerinnen und Schüler altersgerecht an das Formationstanzen herangeführt werden. Für die erfolgreiche Zusammenarbeit mit den Schulen wurde dem Rot-Gold-Casino Nürnberg das Prädikat „Schulsportorientierter Verein“ vom DTV verliehen.

## Rollstuhltanz
In der Sparte Rollstuhltanz ist das Paar Christian Feeß und Claudia Maierl, das für den Verein auf nationaler und internationaler Ebene antritt, Deutscher Meister Standard der Klasse LWD1 in den Jahren 2005, 2006, 2008 und 2009. Das Paar beendete seine Karriere im März 2013.
Das Paar Thomas Schuler und Corinna Frerichs startet in der Klasse LWD2 (Fortgeschrittene) und ist Deutschlandpokalsieger Latein in den Jahren 2012, 2013 und 2014.

## Veranstaltungen
Zusätzlich zu seinem fortlaufenden Trainingsangebot richtet der Verein jedes Jahr öffentliche sowie private Veranstaltungen aus, bei denen die Teilnehmenden die Gelegenheit haben zu tanzen. Je nach Art der Veranstaltung geschieht dies beispielsweise bei spielerischen Kennenlern-Angeboten, in einem kompetitiven Rahmen auf Turnieren oder als gesellschaftliches Event im Rahmen eines Balls.

### Regelmäßige Veranstaltungen
Wochenende der Formationen
Am ersten Wochenende im März ist das Rot-Gold-Casino Nürnberg Ausrichter mehrerer Formationsturniere. Samstags sind die höherklassigen, nationalen Ligen vertreten, sonntags werden die regionalen Ligen ausgetragen. Insgesamt gehen dabei über 30 Formationen in 4 bis 5 unterschiedlichen Ligen an den Start. Zusätzlich dazu wird im Zuge des Wochenendes ein Hobbyliga-Turnier ausgerichtet, so dass auch Formationen, die nicht am regulären Ligabetrieb teilnehmen, auftreten können.
Mittelfränkisches Tanzsportwochenende (Hauptgruppe)
Mitte März wird zusammen mit dem TTC Erlangen und der TSG Fürth eine Turnierreihe für Einzelpaare ausgetragen. An allen drei Standorten finden über ein Wochenende hinweg Turniere statt. Durch versetzte Startzeiten haben die Paare die Möglichkeit, innerhalb eines Wochenendes an mehreren Turnieren teilzunehmen. Klassischerweise ist dieses Turnier Teil des vom LTVB ausgerichteten Bayernpokals.
Mittelfränkisches Tanzsportwochenende (Senioren)
Mitte Mai wird die im März abgehaltene Turnierreihe wiederholt, allerdings richtet sich das Angebot diesmal an die Altersklassen im Seniorenbereich. Abgesehen davon gestaltet sich der Ablauf identisch, auch dieses Turnier ist Teil des Bayernpokals.
Tag der Maus
Am 3. Oktober jedes Jahres beteiligt sich der Verein bei dem vom WDR initiierten Projekt „Türen auf mit der Maus“. Dazu bietet er unter anderem kostenlose Tanzworkshops für Kinder, Einblicke ins Trainingsgeschehen der Bundesliga-Formationen und Shows von verschiedenen Paaren an. Außerdem kann man professionelle Kleider und Kostüme aus der Nähe betrachten und erfährt, wie diese hergestellt werden.
Franken Dance Festival
Gemeinsam mit dem TSZ Schwabach und der SpVgg Roth richtet der Verein jährlich im Oktober das Franken Dance Festival (FDF) aus. Dieses in Roth stattfindende Turnier wird simultan auf drei Flächen ausgetragen, um möglichst vielen Startklassen und Paaren die Teilnahme zu ermöglichen. Ebenso wie das Mittelfränkische Tanzsportwochenende ist das FDF ein Teil des Bayernpokals.
Weihnachtsball
Kurz vor Weihnachten lädt das RGC Nürnberg seine Mitglieder zu einem Weihnachtsball im Vereinsheim ein. Neben der Gelegenheit selbst zu tanzen, kann dort in festlicher Atmosphäre gegessen und die Weihnachtszeit gefeiert werden. Im Laufe des Abends werden dazu Mitglieder, die im vergangenen Jahr sowohl sportlich als auch in ehrenamtlicher Tätigkeit besondere Leistungen erbracht haben, geehrt. Paare und Formationen des Vereins treten zudem in kurzen Show-Segmenten auf.

### Weitere Veranstaltungen
Es finden viele weitere Veranstaltungen statt, die jedoch nicht jährlich wiederholt werden (können). Große Turniere und Meisterschaften werden beispielsweise jedes Jahr an einen neuen Standort vergeben, andere Events sind wetterbedingt nicht immer durchführbar. Dennoch bietet der Verein über die regulären Veranstaltungen hinaus stetig ein reiches Zusatzangebot an. Zu den nennenswertesten Ereignissen zählen Sommer- und Grillfeste für Mitglieder ebenso wie große Turniere (z. B. Deutsche Meisterschaft Standard (2011), Deutsche Meisterschaft Latein (2011), Europameisterschaft der Standardformationen (2022), Deutsche Meisterschaft der Formationen (1975, 2010, 2016)).